# Tomáš Šmerha
Tomáš Šmerha (* 5. dubna 1998 Praha) je český lední hokejista hrající na pozici útočníka.

## Život
Své mládežnická a juniorská léta strávil v klubu HC Slavia Praha, jen sezónu 2015/2016 odehrál mezi mládežníky a juniory pražské Sparty. Mezi muži začal prvně nastupovat během ročníku 2016/2017, a to ve Slavii, ovšem další zápasy mezi muži si připsal během téže sezóny také v dresu Jindřichova Hradce.
Šmerha patří mezi pravidelné členy mládežnických reprezentací České republiky. Zahrál si tak například na Memoriálu Ivana Hlinky 2015 a svou zemi reprezentoval též na Evropském olympijském festivalu mládeže (2014), odkud si přivezl stříbrnou medaili za druhé místo.